# ريتشارد برنشتاين
ريتشارد برنشتاين (بالإنجليزية: Richard Bernstein)‏ (ولد في 30 يوليو 1966 في بروكلين، نيويورك) هو موسيقي أمريكي. نشأ وترعرع في بروكلين، نيويورك، مع أشقائه الثلاثة، الذين تابعوا جميعهم المساعي الفنية، وقضى سنوات دراسته الثانوية في كولورادو.
التحق بجامعة جنوب كاليفورنيا وتخرج بدرجة بكالوريوس في الموسيقى في الأداء الصوتي. وهو حاليا عضو في أوبرا متروبوليتان.
عام 2018 كان موسمه الرابع والعشرون على التوالي مع الشركة؛ غنى أداءه رقم 400 في 27 يناير 2018، وكان جزءًا من أكثر من 125 بثًا مباشرًا دوليًا مع الشركة.[بحاجة لمصدر]

## روابط خارجية
- ريتشارد برنشتاين على موقع IMDb (الإنجليزية)
- ريتشارد برنشتاين على موقع قاعدة بيانات الفيلم (الإنجليزية)